# بخش فنگنان
بخش فنگنان (به لاتین: Fengnan District) یک منطقهٔ مسکونی در چین است که در تانگشان واقع شده‌است.